# Шум (Иркутская область)
Шум — деревня в Нижнеудинском районе Иркутской области. Входит в состав Усть-Рубахинского муниципального образования.

## География
Деревня находится на расстоянии 17 км к юго-востоку от города Нижнеудинск, административного центра района.

## Население
| 2002 | 2010 | 2011 | 2012 |
| ---- | ---- | ---- | ---- |
| 298  | ↘222 | ↘221 | ↘214 |

## Улицы
| - ул. Береговая, - ул. Зелёная, - ул. Лесная, | - ул. Нагорная, - пер. Нагорный, - ул. Садовая. |